# 7 Leonis Minoris
7 Leonis Minoris är en gul jätte i Lilla lejonets stjärnbild.
7 Leonis Minoris har visuell magnitud +5,86 och är svagt synlig för blotta ögat vid god seeing. Den befinner sig på ett avstånd av ungefär 500 ljusår.